# 加莱亚佐·唐迪
加莱亚佐·唐迪（義大利語：Galeazzo Dondi，1915年3月19日—2004年10月23日），意大利男子篮球运动员。他曾代表意大利获得1936年夏季奥运会男子篮球比赛第七名。他于2004年在博洛尼亚去世。